# Bjärshögs församling
Bjärshögs församling var en församling i Lunds stift och i Svedala kommun. Församlingen uppgick 2002 i Värby församling.

## Administrativ historik
Församlingen har medeltida ursprung. 
Församlingen utgjorde tidigt ett eget pastorat för att från omkring 1590 till 1 maj 1924 vara moderförsamling i pastoratet Bjärshög och Oxie. Från 1 maj 1924 till 1962 var församlingen annexförsamling i pastoratet Södra Sallerup, Bjärshög och Oxie som före 1949 även omfattade Husie församling. Från 1962 till 2002 var den annexförsamling i pastoratet Hyby, Bara, Bjärshög och Skabersjö. Församlingen uppgick 2002 i Värby församling.
Namnet på församlingen har även stavats Bjershög (vilken stavning användes till ungefär 1900) och Bjerrehög.

## Befolkningsutveckling
| Befolkningsutvecklingen i Bjärshögs församling 1805–2000 | Befolkningsutvecklingen i Bjärshögs församling 1805–2000 | Befolkningsutvecklingen i Bjärshögs församling 1805–2000 | Befolkningsutvecklingen i Bjärshögs församling 1805–2000 | Befolkningsutvecklingen i Bjärshögs församling 1805–2000 |
| --- | -------------------------------------------------------- | -------------------------------------------------------- | -------------------------------------------------------- | -------------------------------------------------------- |
| |                                                          |                                                          |                                                          |                                                          |
| År |                                                          |                                                          | Folkmängd                                                |                                                          |
| 1805 | 1805                                                     |                                                          | 159                                                      |                                                          |
| 1810 | 1810                                                     |                                                          | 154                                                      |                                                          |
| 1820 | 1820                                                     |                                                          | 153                                                      |                                                          |
| 1830 | 1830                                                     |                                                          | 143                                                      |                                                          |
| 1840 | 1840                                                     |                                                          | 153                                                      |                                                          |
| 1850 | 1850                                                     |                                                          | 137                                                      |                                                          |
| 1860 | 1860                                                     |                                                          | 128                                                      |                                                          |
| 1870 | 1870                                                     |                                                          | 145                                                      |                                                          |
| 1880 | 1880                                                     |                                                          | 128                                                      |                                                          |
| 1890 | 1890                                                     |                                                          | 116                                                      |                                                          |
| 1900 | 1900                                                     |                                                          | 102                                                      |                                                          |
| 1910 | 1910                                                     |                                                          | 137                                                      |                                                          |
| 1920 | 1920                                                     |                                                          | 138                                                      |                                                          |
| 1930 | 1930                                                     |                                                          | 124                                                      |                                                          |
| 1935 | 1935                                                     |                                                          | 122                                                      |                                                          |
| 1940 | 1940                                                     |                                                          | 107                                                      |                                                          |
| 1945 | 1945                                                     |                                                          | 97                                                       |                                                          |
| 1950 | 1950                                                     |                                                          | 98                                                       |                                                          |
| 1955 | 1955                                                     |                                                          | 79                                                       |                                                          |
| 1960 | 1960                                                     |                                                          | 77                                                       |                                                          |
| 1965 | 1965                                                     |                                                          | 84                                                       |                                                          |
| 1970 | 1970                                                     |                                                          | 63                                                       |                                                          |
| 1975 | 1975                                                     |                                                          | 74                                                       |                                                          |
| 1980 | 1980                                                     |                                                          | 64                                                       |                                                          |
| 1985 | 1985                                                     |                                                          | 55                                                       |                                                          |
| 1990 | 1990                                                     |                                                          | 54                                                       |                                                          |
| 1995 | 1995                                                     |                                                          | 53                                                       |                                                          |
| 2000 | 2000                                                     |                                                          | 54                                                       |                                                          |
| Anm: För åren 1805-1945: befolkning enligt folkräkning 31 december enligt den administrativa indelningen den 1 januari följande år. 1950 avser befolkning enligt folkräkning den 31 december enligt den administrativa indelningen den 1 januari 1952. 1960-1970 avser befolkning enligt folkräkning den 1 november enligt den administrativa indelningen den 1 januari följande år. För åren 1955 samt 1975-2000: befolkning 31 december enligt den administrativa indelningen den 1 januari följande år. |                                                          |                                                          |                                                          |                                                          |

## Kyrkor
- Bjärshögs kyrka